# Comuna Novopîlîpivka, Melitopol
Novopîlîpivka (în ucraineană Новопилипівка) este o comună în raionul Melitopol, regiunea Zaporijjea, Ucraina, formată din satele Novopîlîpivka (reședința), Olenivka și Tîhonivka.

## Demografie
Componența lingvistică a comunei Novopîlîpivka
     Rusă (75,61%)
     Ucraineană (24,24%)
     Alte limbi (0,16%)
Conform recensământului din 2001, majoritatea populației comunei Novopîlîpivka era vorbitoare de rusă (75,61%), existând în minoritate și vorbitori de ucraineană (24,24%).